# 加斯頓 (北卡羅萊納州)
加斯頓（英語：Gaston）是一個位於美國北卡羅萊納州北安普頓縣的城鎮。

## 人口
根據2020年美國人口普查的數據，加斯頓的面積為4.74平方千米，當中陸地面積為4.38平方千米，而水域面積為0.36平方千米。當地共有人口1008人，而人口密度為每平方千米213人。